# Mazères-de-Neste
Mazères-de-Neste – miejscowość i gmina we Francji, w regionie Oksytania, w departamencie Pireneje Wysokie.
Według danych na rok 1990 gminę zamieszkiwało 311 osób, a gęstość zaludnienia wynosiła 93 osób/km² (wśród 3020 gmin regionu Midi-Pireneje Mazères-de-Neste plasuje się na 756. miejscu pod względem liczby ludności, natomiast pod względem powierzchni na miejscu 1623.).